# Клиппертон
Клипперто́н (О́стров Стра́сти) (фр. Île de Clipperton или фр. Île de la Passion; исп. Isla Clipperton; англ. Clipperton Island) — коралловый атолл, находящийся в восточной части Тихого океана, к западу от Коста-Рики. Остров принадлежит Франции. Имеет статус — Заморское особое административно-территориальное образование Франции. До 21 февраля 2007 года административно подчинялся Французской Полинезии, теперь управляется непосредственно правительством Франции.

## География

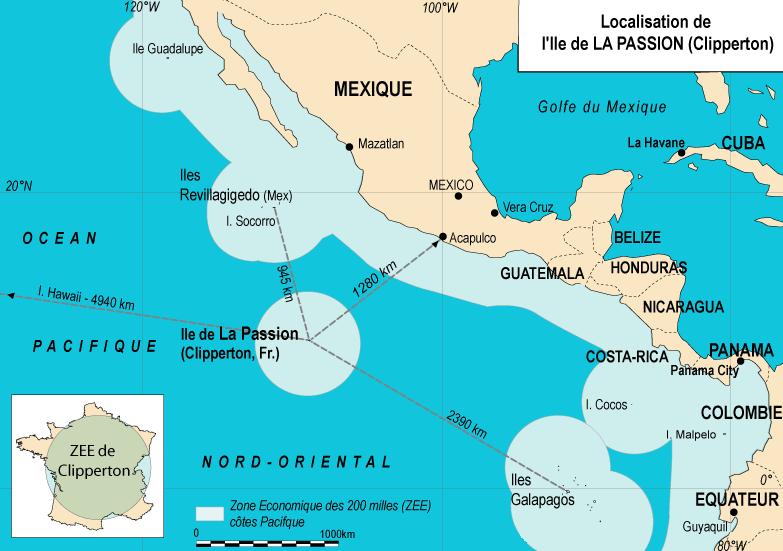
Местонахождение острова Клиппертон (на французском языке)

Снимок Клиппертона из космоса

Клиппертон находится в 1240 км от города Акапулько на побережье Мексики. Расстояние до ближайшей суши — 945 км, это — мексиканский остров Сокорро из архипелага Ревилья-Хихедо. Площадь острова Клиппертон вместе с лагуной — 9 км² (1,7 км² — суша).
Остров представляет собой кольцо близко расположенных друг к другу известняковых образований, но назвать Клиппертон полноценным атоллом трудно, так как в юго-восточной части из-под кораллового грунта обнажается видимая со всех точек острова скала вулканического происхождения высотой 29 м. То есть формально остров может рассматриваться как ядерный атолл, однако из-за малой площади вулканическая скала не оказывает значительного влияния на экологию острова (на ней не растут какие-либо крупные растения — лишь несколько видов лишайников).
Коралловое кольцо имеет овальную форму с отчётливой симметрией вдоль СЗ-ЮВ оси, которая незначительно смещается к северу у вулканической скалы. Кольцо непрерывно и отделяет лагуну от океана. Существует очень мало атоллов, у которых настолько узкая полоса суши сплошным кольцом окаймляет такую сравнительно большую лагуну. Наиболее протяжённая сторона Клиппертона вдоль СЗ-ЮВ оси имеет длину в 4 км, длина береговой линии — около 12 км. Самая широкая полоса земли на атолле (около 400 м) расположена на северо-западном побережье, средняя же ширина — около 200 м. Средняя высота пляжа над уровнем моря — около 4 м.
Со стороны океана суша острова окружена рифовой платформой, находящейся примерно на уровне отливной волны. Океанический берег лишён каких-либо явных выступов, в то время как берег со стороны лагуны имеет неровную форму с небольшими полуостровами и бухтами. Примерно на середине северо-восточного берега Клиппертона в лагуну выступает небольшой треугольник, мыс Верт (фр. Pointe Verte, мыс Зелёный). Скала Клиппертон (фр. Rocher Clipperton) возвышается у самой оконечности полуострова Истм (фр. Isthme, перешеек); мыс Пус (фр. Pointe Pouce, мыс Большой Палец) расположен к северу от полуострова Истм. Между полуостровом Истм и сушей расположена бухта Роше (фр. Baie du  Rocher, бухта Скалы). К западу от вулканической скалы расположен другой полуостров, Кроше (фр. Le Crochet, полуостров Крюк).

Карта острова (на французском языке)

Брошенное поселение и большая роща кокосовых пальм находится на юго-западе атолла на берегу бухты Пенс (фр. Baie de la Pince, бухта Щипцов), которая заключена между двумя полуостровами, Пенс-Норд (фр. Pince Nord, Северная Губка (губка — название конца щипцов или плоскогубцев) и Пенс-Зюд (фр. Pince Sud, Южная Губка). У северо-западного берега со стороны лагуны расположены пять островов Эгг (фр. Illes Egg, или фр. Île des Œufs, острова Яиц).
Лагуна острова глубоководна, достигая в ряде мест 22—43 м в глубину. В одной точке глубину промерить не удалось, там находится стоячая вода с существенным содержанием серной кислоты. Рыба в лагуне не обитает.
Климат на острове тропический с незначительными температурными колебаниями, но с сезонными ливнями и штормами. Сезонные колебания коррелируются активностью тропического циклона, достигающей максимума в августе, сентябре и октябре. Среднемесячная температура на Клиппертоне редко опускается ниже +26,7 °C, а в июне она достигает показателя в +28 °C. Дневные и ночные колебания температуры воздуха незначительные. Из-за того, что остров Клиппертон расположен вблизи экватора и пояса с низким давлением, атмосферное давление на атолле всегда низкое с незначительными сезонными колебаниями. Среднее давление воздуха на уровне моря — 1002—1010 миллибар. В зимние месяцы преобладающими ветрами являются ветра северо-восточного направления. В течение лета направление ветров под воздействием циклонов колеблется, и только в августе—октябре преимущественно дуют юго-западные ветра. Хотя в зоне, в которой находится Клиппертон, не случаются такие сильные ураганы, как на Карибском море, штормы здесь частое явление. Сезон дождей длится с мая по октябрь. Остров омывается тёплыми океаническими течениями.

## Растительность

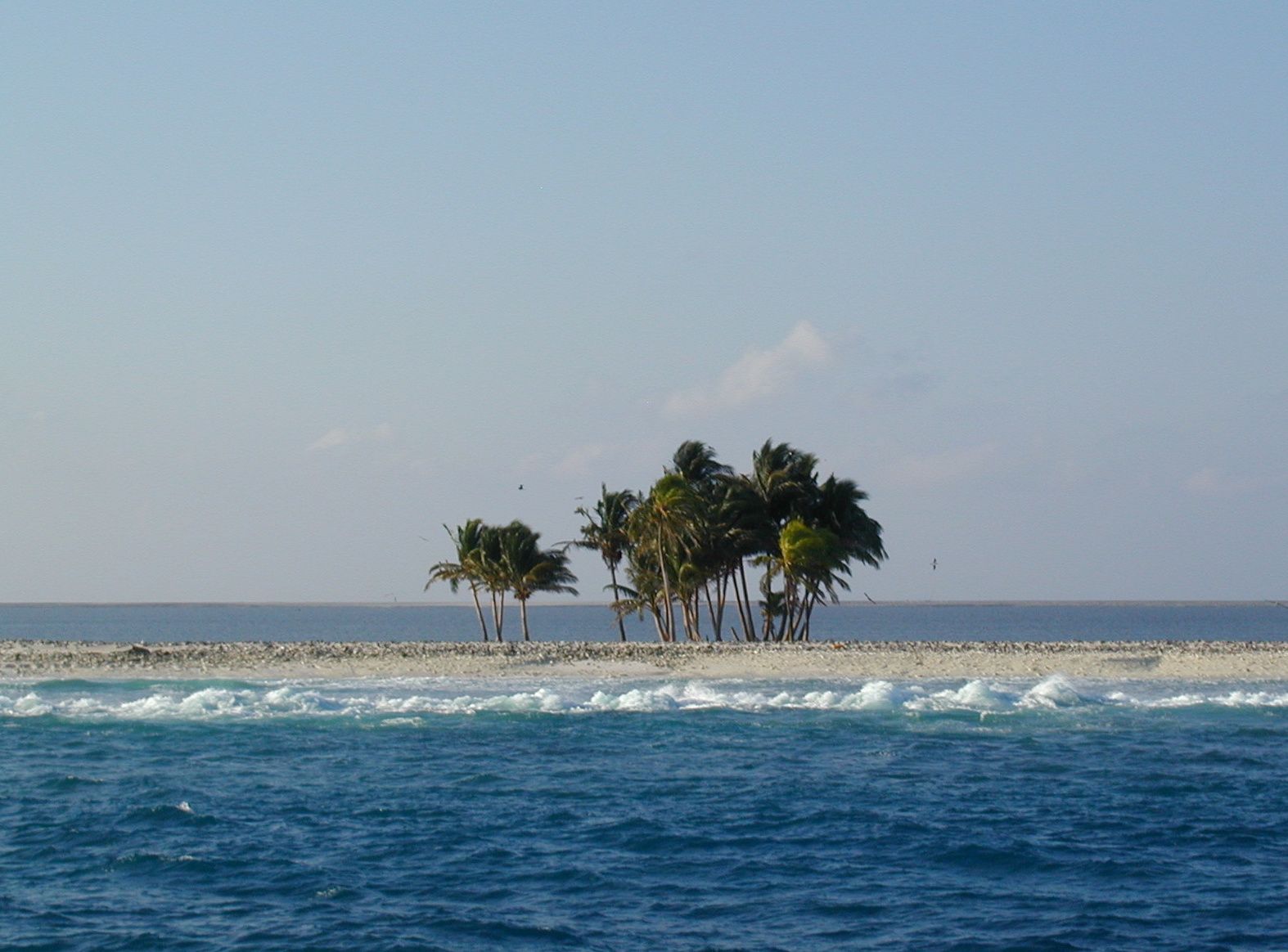
Кокосовые пальмы на острове Клиппертон.

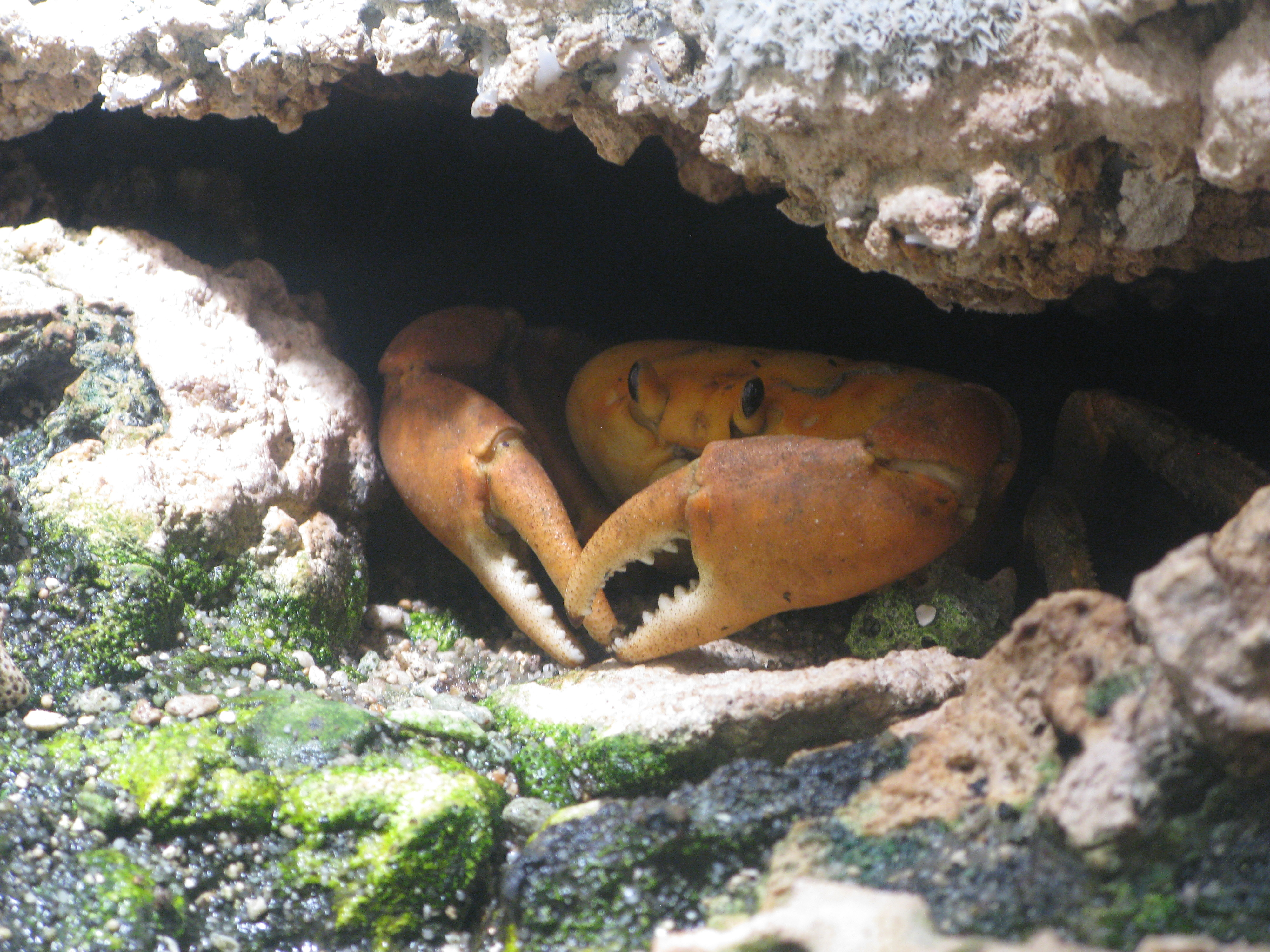
Краб Клиппертона.

В настоящее время Клиппертон почти лишён растительности, подобная ситуация также наблюдалась во второй половине XIX века. Однако захват острова мексиканцами, сопровождавшийся интродукцией свиней, привёл к тому, что в начале XX века 80 % поверхности Клиппертона было покрыто растительностью.
Согласно историческим документам, в XVIII и первой половине XIX века Клиппертон был покрыт травянистой и отчасти древесной растительностью. К концу XIX века местная флора полностью исчезла. Эта экологическая катастрофа могла случиться или из-за цунами, возникшего вследствие землетрясения, или по вине человека. Завезённые добытчиками гуано свиньи стали поедать крабов Gecarcinus planatus, уничтожавших появляющуюся растительность. Люди завезли на остров многие новые виды растений. Кокосовая пальма появилась ещё в 1890-х годах.
После истребления всех свиней в середине XX века на острове стали свободно размножаться птицы и крабы. Миллионы крабов снова стали последовательно уничтожать всю растительность острова. В 1958 году растительность на острове была представлена в основном редкими колючими растениями, а также пальмами. К 2001 году на острове осталось лишь 674 кокосовые пальмы. Растительностью было покрыто лишь 5 небольших островков в лагуне, которые оказались недоступны для наземных крабов.

## История
Остров Клиппертон назван в честь английского пирата Джона Клиппертона, который предположительно в 1705 году проплывал мимо острова на украденной испанской барке, на борту которой находился известный капер и натуралист Уильям Дампир. Однако каких-либо сообщений об этом путешествии, во время которого остров получил своё название, как и упоминаний об острове во время второго плавания Джона Клиппертона, не сохранилось, но уже с 1730—1735 годов остров наносился на карты именно под названием остров Клиппертон.
Многие авторы считают, что остров могли обнаружить значительно раньше, в XVI—XVII веках, испанские мореплаватели, а некоторые из них утверждают, что остров Клиппертон был открыт Фернаном Магелланом ещё в 1521 году.
3 апреля 1711 года два небольших французских судна «Принсес» и «Декуверт», выплывших в 1708 году из порта Брест, наткнулись на неизвестный остров, который назвали остров Страсти (фр. Île de la Passion). Капитан судна «Декуверт» Мишель дю Бокаж и пассажир «Принсес» господин де Прюдомм составили первое подробное описание острова Страсти в своих дневниках, в том числе, и первую карту-набросок атолла, однако на острове они не высадились. Впервые об этом открытии было упомянуто в печати в 1725 году, а полные тексты записей об острове Страсти были впервые опубликованы только в 1912 году (оригинальные документы хранятся в Национальном архиве Франции).

Бокаж описывал остров следующим образом: 
«Большой утёс, скалистый и с острой вершиной, в южной части совершенно плоского острова… Северо-восточная сторона, песчаная с несколькими кустами и высохшими деревьями в северо-восточной точке, была всего лишь очень узкой полосой суши. В центре острова располагалось большое озеро… На западной стороне было несколько низких кустарников, растущих на тонком слое почвы, и скала, очень низкая, но немного выше, чем на восточной стороне…»
 В дневнике Прюдома также говорится о низменном песчаном острове, на котором не было каких-либо следов человека, «как будто всё здесь было смыто течением». Нет никаких сомнений, что открытый французами остров Страсти и был остров Клиппертон, так как указанные ими координаты атолла лишь незначительно отличаются от современных.
В августе 1825 года на острове высадился первый человек — американский капитан Моррелл.
17 ноября 1858 года Клиппертон вошёл в состав Франции. Для этого к атоллу было направлено судно «Амираль», на борту которого находился лейтенант Виктор Кервегён (Kerveguen). Именно им была проведена официальная процедура присоединения острова, который с тех пор стал административно подчиняться Французской Полинезии. В присоединении острова были заинтересованы многие французские предприниматели, намеревавшиеся добывать на Клиппертоне фосфаты, о залежах которых было известно ещё в 1856 году, когда США заявили свои права на добычу на острове птичьего помёта гуано.
В конце XIX века на острове проведено несколько исследований, основной целью которых было выяснение расположения залежей фосфатов. В это же время компанией из Сан-Франциско «Оушиэник фосфейт компани» начались первые разработки фосфатов (точнее, ортофосфатов) на Клиппертоне (фосфаты используются в качестве фосфорного удобрения). Когда в ноябре 1897 года у Клиппертона причалило французское военное судно «Дюге-Труэн», экипаж которого обнаружил на острове троих рабочих «Оушиэник фосфейт компани», разгорелся дипломатический скандал между двумя странами. Но в конце концов американское правительство пошло на уступки и отказалось от своих прав на атолл.
Однако уже 13 декабря 1897 года Клиппертон захвачен Мексикой, объявившей его свой собственностью на основании того, что он находился вблизи её территориальных вод и активно использовался мексиканскими рыбаками и моряками. Также Мексика может рассматриваться как правопреемница Испании в регионе. Мексика отправила на остров военный гарнизон, который развернул на Клиппертоне лагерь (в нём проживало 100 человек), установила в 1906 году на скале Клиппертон маяк и организовала совместно с Великобританией добычу фосфатов (остров сдавался в аренду «Тихоокеанской компании» под руководством Джона Эрандела). Однако из-за труднодоступности Клиппертона разработки были экономически невыгодны, в результате происходила частая смена компаний и во время Первой мировой войны остров был оставлен.
В ходе Мексиканской революции правительство Мексики забыло о гарнизоне солдат (с их жёнами и детьми) на острове, что поставило их в жёсткие условия выживания из-за недостатка продовольствия, которое перестало туда поставляться. В результате большинство находившихся на острове людей погибли от голода и цинги.
Между Францией и Мексикой разгорелся территориальный конфликт, длившийся вплоть до 1931 года. В 1922 году французы выселили с острова нескольких обнаруженных на нём мексиканцев, считая Клиппертон территорией своей страны. В 1930 году Франция обратилась в Международный суд в Гааге с требованием официально вернуть остров. В 1931 году суд поручил разрешить конфликт королю Италии Виктору Эммануилу III, который 28 января 1931 года вернул Клиппертон в собственность Франции.
В июле 1938 года остров посетил президент США Франклин Делано Рузвельт во время путешествия по Тихому океану на военном корабле «Хьюстон». Было проведено тщательное исследование флоры и фауны Клиппертона.
Во время Второй мировой войны в 1944—1945 годах США оккупировали остров и организовали на нём сверхсекретную метеостанцию, проработавшую до октября 1945 года. Американский президент Рузвельт был убеждён, что остров может сыграть очень важную роль в войне, и дал указание разместить на нём аэродром и базу для гидросамолётов (эта идея была подана им ещё в июле 1938 года во время визита на остров). Когда это стало известно Франции, произошёл довольно серьёзный скандал между двумя странами.
После окончания Второй мировой войны с острова уехали все люди. С этих пор Клиппертон в основном посещают суда ВМФ Франции и мексиканские суда, занимающиеся ловом тунца и акулы. 7 апреля 1980 года на Клиппертоне развёрнута автоматическая метеостанция. В 1981 году Академия наук заморских территорий рекомендовала правительству Франции создать на острове собственную экономическую инфраструктуру, построив на Клиппертоне взлётно-посадочную полосу и порт в лагуне. Это подразумевало создание каналов, которые соединили бы лагуну с водами Тихого океана. Однако в связи с географической изоляцией атолла, его маленьким размером этот проект был отвергнут.
О претензиях на остров в середине 1990-х годов заявляло непризнанное виртуальное государство Доминион Мельхиседека. Требование не было принято официальными властями всерьёз, так же, как и само государство.
На Клиппертоне продолжают проводиться различные научные экспедиции, изучающие экосистему острова и её эволюцию. А 21 февраля 2007 года управление островом было передано от высшего комиссара Французской Полинезии министру по делам заморских территорий Франции.

## Экономика
В настоящее время остров необитаем, никакой экономической деятельности на нём не ведётся. Имеются обширные морские биоресурсы, шельфовые залежи никеля, кобальта, золота и марганца. Обладание островом обеспечивает владельцу исключительную экономическую зону площадью 440 тыс. км². Франция рассматривает возможность разместить на острове космодром. В территориальных водах описано 115 видов рыб, однако в настоящее время ведётся промысел только тунца.